# 第52回日劇學院賞
←第51回 - 第52回 - 第53回→
第52回日劇學院賞，是針對2007年1到3月在日本播出的連續劇做出投票與評比。本回僅有以下六個獎項。

## 得獎名單

### 最優秀作品賞
1. 流星花園2
2. 華麗一族
3. 派遣女王
4. 料亭小師傅
5. 禿鷹

- 讀者票：1.流星花園2；2.華麗一族；3.派遣女王
- 記者票：1.派遣女王；2.流星花園2、華麗一族
- 評審票：1.華麗一族；2.料亭小師傅；3.流星花園2、派遣女王

### 主演男優賞
1. 木村拓哉（華麗一族）
2. 二宮和也（料亭小師傅）
3. 大森南朋（禿鷹）

- 讀者票：1.木村拓哉(華麗一族)；2.二宮和也(料亭小師傅)；3.速水直道(東京鐵塔)
- 記者票：1.二宮和也(料亭小師傅)；2.木村拓哉(華麗一族)；3.大森南朋(禿鷹)
- 評審票：1.木村拓哉(華麗一族)；2.二宮和也(料亭小師傅)；3.大森南朋(禿鷹)

### 主演女優賞
1. 篠原涼子（派遣女王）
2. 井上真央（流星花園2）
3. 藤山直美（芋頭、章魚、南瓜）

- 讀者票：1.井上真央(流星花園2)；2.篠原涼子(派遣女王)；3.藤山直美(芋頭、章魚、南瓜)
- 記者票：1.篠原涼子(派遣女王)；2.井上真央(流星花園2)；3.仲間由紀惠(嫁個好人家)
- 評審票：1.篠原涼子(派遣女王)；2.井上真央(流星花園2)；3.藤山直美(芋頭、章魚、南瓜)、仲間由紀惠(嫁個好人家)

### 助演男優賞
1. 北大路欣也（華麗一族）
2. 松本潤（流星花園2）
3. 大泉洋（派遣女王）

- 讀者票：1.松本潤(流星花園2)；2.小栗旬(流星花園2)；3.北大路欣也(華麗一族)
- 記者票：1.北大路欣也(華麗一族)；2.大泉洋(派遣女王)；3.小泉孝太郎(派遣女王)
- 評審票：1.北大路欣也(華麗一族)；2.松本潤(流星花園2)；3.大泉洋(派遣女王)

### 助演女優賞
1. 鈴木京香（華麗一族）
2. 加藤夏希（流星花園2）
3. 真矢美季（她的秘密花園）

- 讀者票：1.鈴木京香(華麗一族)；2.加藤夏希(流星花園2)；3.加藤愛(派遣女王)
- 記者票：1.鈴木京香(華麗一族)；2.真矢美季(她的秘密花園)；3.高島禮子(料亭小師傅)
- 評審票：1.鈴木京香(華麗一族)；2.高島禮子(料亭小師傅)；3.栗山千明(禿鷹)

### 特別賞
- 「華麗一族」的美術工作人員